# Pachydactylus maculatus
Pachydactylus maculatus är en ödleart som beskrevs av  Gray 1845. Pachydactylus maculatus ingår i släktet Pachydactylus och familjen geckoödlor. IUCN kategoriserar arten globalt som livskraftig. Inga underarter finns listade i Catalogue of Life.